# Hefei

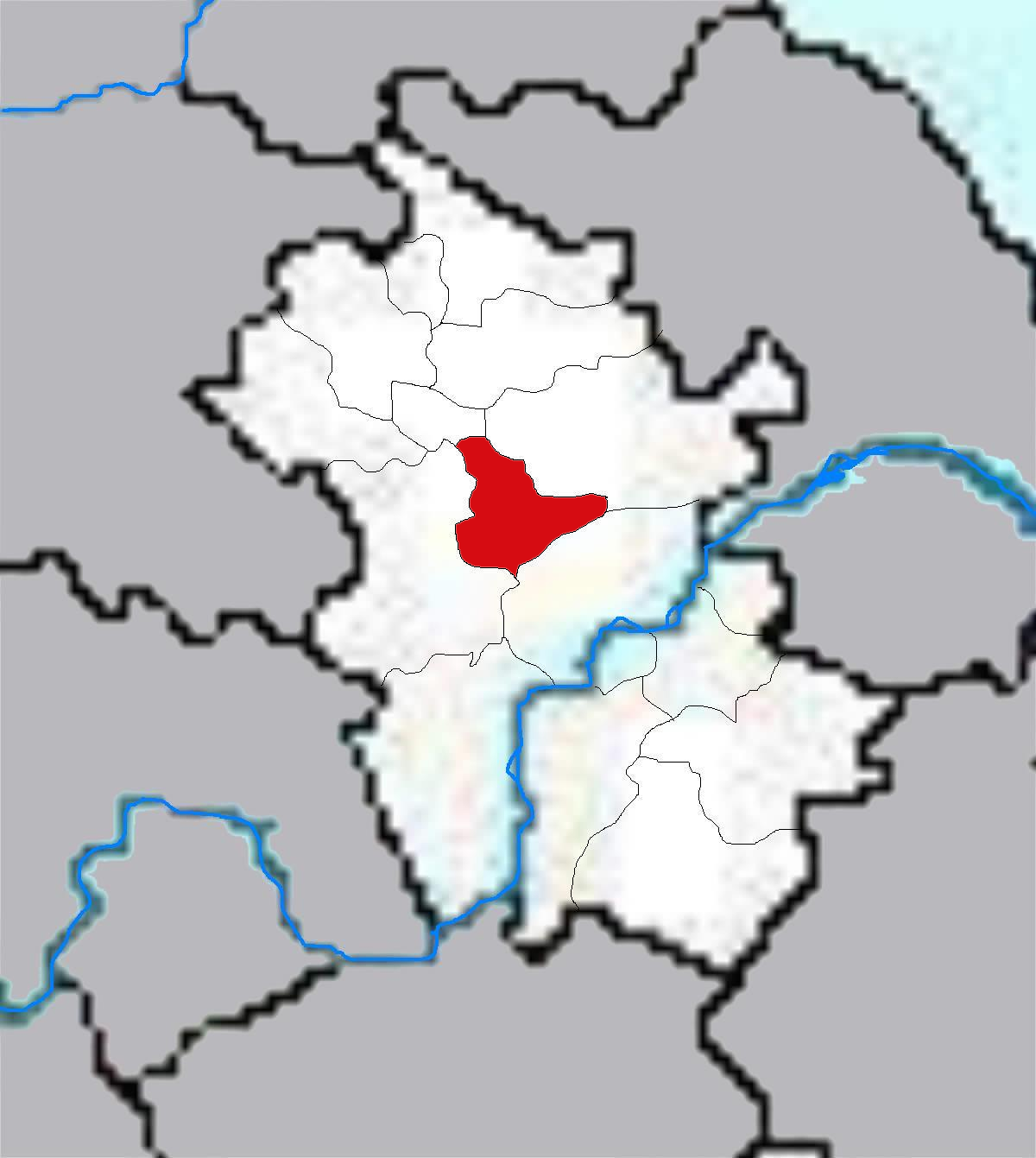
Localização da Hefei na Anhui

Hefei ou Ho-fei (合肥 em chinês) é a capital da província de Anhui, na China. Localiza-se no vale do rio Yangtzé. Tem cerca de 7,4 milhões de habitantes (2010). Hefei esta na parte central da província, que faz fronteira com Huainan para o norte, Chuzhou para o nordeste, Chaohu para o sudeste e Luan para o oeste. Foi fundada no século XI e tornou-se capital da província em 1949.

## Economia
Antes da guerra civil chinesa, Hefei era uma cidade cuja principal atividade era a agricultura. Logo após a fundação da República Popular da China, a capital de Anhui foi transferida de Anqing para Hefei. Este fato trouxe maior numero de pessoas capacitadas e volume de capital para cidade, que acabou implantando indústrias têxteis, siderúrgicas e eletrodomésticos. Além de ser a sede da fabricante de automóveis JAC Motors.
Hefei mesmo sendo industralizada e melhorado sua qualidade de vida, ainda tem grande nível de pobreza. Os migrantes de toda a província migram para a cidade em busca de oportunidades que não existem para muitos. Este fluxo migratório constante mantém os salários baixos.
No entanto, as implantações de Zonas Econômicas Especiais da China (ZEE) deu oportunidades a cidade que resultou em empregos na indústria e para a escola técnica e graduação.

## Subdivisões
|                      | Chinês | Área (km²) | População |
| -------------------- | ------ | ---------- | --------- |
| Distritos            |        |            |           |
| Distrito de Baohe    | 包河区 | 197        | 460 000   |
| Distrito de Luyang   | 庐阳区 | 140        | 400 000   |
| Distrito de Shushan  | 蜀山区 | 129        | 370 000   |
| Distrito de Yaohai   | 瑶海区 | 189        | 400 000   |
| Condados             |        |            |           |
| Condado de Changfeng | 长丰县 | 1 925      | 780 000   |
| Condado de Feidong   | 肥东县 | 2 145      | 1 070 000 |
| Condado de Feixi     | 肥西县 | 2 186      | 960 000   |

## Personalidades
- Chen Ning Yang (1922), Prémio Nobel de Física de 1957.